# Пашеку, Эдгар
Эдгар Патрисиу ди Карвалью Пашеку (порт. Edgar Patrício de Carvalho Pacheco; род. 3 августа 1977, Луанда, Ангола) — португальский футболист, нападающий.

## Биография
В «Малаге» Эдгар сначала был защитником, где он не смог себя проявить с лучшей стороны. Тогда в сезоне 2004/05 встал на позицию нападающего и сразу же стал лучшим бомбардиром команды за сезон. Выступал за сборную Португалии в одном матче 19 августа 1998 года против Мозамбика.